# Mira latifronta
Mira latifronta är en stekelart som beskrevs av Xu 2000. Mira latifronta ingår i släktet Mira och familjen sköldlussteklar. Inga underarter finns listade i Catalogue of Life.